# 乌戈·卡瓦莱罗
乌戈·卡瓦莱罗（義大利語：Ugo Cavallero，1880年9月20日—1943年9月13日），意大利军官，总参谋长，元帅。就学于莫德纳军校，参加过第一次世界大战。1918年获准将衔，为1919年凡尔赛和会意大利代表团成员。1925年—1928年出任陆军副大臣、1936年晋升中将、1937年起任意大利东非远征军司令，残酷镇压当地民族解放斗争。1940年回国获上将衔，同年12月取代巴多格里奥，出任意军总参谋长。任职期间曾一度参与指挥侵略希腊的战争，并力图加强義、德两国的军事合作，极力协调義、德两军在北非的作战计划，未获成功，1943年1月晋升元帅，但旋即被解除总参谋长的职务。1943年7月墨索里尼下台后被巴多里奥政府逮捕。9月8日获释，10日即被驻意德军司令阿尔贝特·凯塞林召去，14日暴卒（一说自杀，另说被德军暗杀）。